# Coppia ionica
In chimica con il termine coppia ionica si intende l'insieme di due ioni aventi carica di segno opposto che interagiscono attraverso forze di tipo coulombiano e tra i quali non si ha l'azione di alcun legame covalente.
Il concetto di coppia ionica fu introdotto da Saul Winstein, che propose la presenza di diverse coppie ioniche nelle reazioni di sostituzione.
Winstein suggerì che le differenze di velocità, stechiometria ed effetto dei sali richiedessero due diversi intermedi tra le specie non dissociate (R-X) e le specie completamente dissociate (R+ e X-)
Il processo di ionizzazione inizialmente genera un carbocatione e un controione molto vicini tra loro: questa entità è la coppia ionica intima. Grazie alla presenza del solvente nell'ambiente di reazione, i due ioni lentamente si separano e passano in una situazione di coppia ionica separata dal solvente (la separazione è dovuta a poche molecole del solvente).
Con il passare del tempo sempre più molecole del solvente si insinuano tra i due ioni fino a raggiungere una situazione in cui il carbocatione è libero e lontano dall'anione e le due specie sono del tutto dissociate.
```
R-X → R
+
X
-
 → R
+
‖X
-
 → R
+
 + X
-
```

L'attacco nucleofilo può avvenire in uno qualunque di quegli stadi dando origine ai diversi meccanismi borderline.